# سويداء بحرية
السويداء البحرية (باللاتينية: Suaeda maritima) نوع نباتي يتبع جنس السويداء من الفصيلة القطيفية.

## الموئل والانتشار
موطنها الأصلي بلاد الشام ومصر والمغرب العربي ومعظم مناطق أوروبا.

## مرادفات للاسم العلمي
- (باللاتينية: Chenopodium maritimum L.)
- (باللاتينية: Suaeda cavanillesiana (Lázaro Ibiza) Cout.)
- (باللاتينية: Suaeda jacquinii (Ten.) Dumort.)
- (باللاتينية: Atriplex maritima (L.) Crantz)

وأسماء أخرى كثيرة.